# Réserve naturelle de Hamrefjell
La réserve naturelle de Hamrefjell  est une petite réserve naturelle norvégienne qui est située dans le municipalité de Øvre Eiker, dans le comté de Buskerud.

## Description

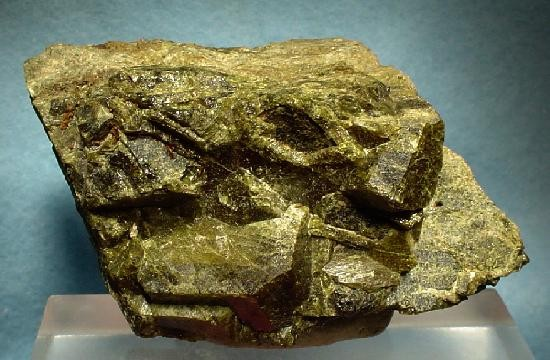
Vésuvianite

La réserve naturelle a été créée en 1984 sur Hamrefjellet du côté est du lac d'Eikeren. Elle fait partie du rift d'Oslo. 
La zone protégée est couverte principalement par la roche Ekeritt, mais aussi par le marbre et les cornéennes de Vésuvianite.
Il existe également de grandes variations locales dans la vie végétale de la région ; certains champs sont riches en espèces, d'autres champs en sont pauvres.